# Iván Cazal
Javier Iván Cazal Báez (General Elizardo Aquino, Paraguay; 22 de marzo de 1999) es un futbolista paraguayo. Juega de centrocampista y su equipo actual es el Atlético Tembetary de la Primera División. Es internacional absoluto por la selección de Paraguay desde 2022.

## Trayectoria

### Inicios
Cazal comenzó su carrera en el Club Teniente Turbo de su ciudad natal.
En 2015 entró a las inferiores del Deportivo Santaní, luego en el Club 8 De Diciembre San Pedro. Sin haber podido llegar al profesionalismo, Cazal casi dejó el fútbol en 2017 y comenzó a trabajar como albañil para mantener a su familia. Sin embargo, Pedro Sarabia lo vio en un entrenamiento y le ofreció un contrato en Deportivo Santaní, el cual fue aceptado por Cazal, uniéndose al club.

### Deportivo Santaní
Cazal debutó en la Primera División de Paraguay el 4 de febrero de 2018 ante el Club 3 de Febrero. Bajo la tutela de Eduardo Aranda, Cazal fue un regular en su primera temporada 2018, jugó 32 encuentros y su equipo clasificó a la Copa Sudamericana 2019.
Dejó el club al siguiente año, disputó 43 encuentros y el Santaní descendió a la segunda división.

### Sol de América
A finales de diciembre de 2019, se unció su incorporación al Sol de América para la temporada 2020. Debutó en su nuevo club el 18 de enero de 2020 ante River Plate.

#### Préstamo a Lanús
En julio de 2022, Cazal fue cedido al Club Atlético Lanús de la Primera División de Argentina con opción de compra.

## Selección nacional
Debutó en la selección de Paraguay el 10 de junio de 2022 ante Corea del Sur por un encuentro amistoso.

## Estadísticas
Actualizado al último partido disputado el 26 de octubre de 2022
| Club                       | Div.          | Temporada     | Liga  | Liga  | Copas nacionales | Copas nacionales | Copas internacionales | Copas internacionales | Total | Total |
| Club                       | Div.          | Temporada     | Part. | Goles | Part.            | Goles            | Part.                 | Goles                 | Part. | Goles |
| -------------------------- | ------------- | ------------- | ----- | ----- | ---------------- | ---------------- | --------------------- | --------------------- | ----- | ----- |
| Deportivo Santaní Paraguay | 1.ª           | 2018          | 32    | 3     | —                | —                | —                     | —                     | 32    | 3     |
| Deportivo Santaní Paraguay | 1.ª           | 2019          | 39    | 2     | —                | —                | 4                     | 1                     | 43    | 3     |
| Deportivo Santaní Paraguay | Total club    | Total club    | 71    | 5     | 0                | 0                | 4                     | 1                     | 75    | 6     |
| Sol de América Paraguay    | 1.ª           | 2020          | 21    | 1     | —                | —                | 3                     | 0                     | 24    | 1     |
| Sol de América Paraguay    | 1.ª           | 2021          | 20    | 3     | —                | —                | —                     | —                     | 20    | 3     |
| Sol de América Paraguay    | 1.ª           | 2022          | 15    | 2     | —                | —                | 2                     | 0                     | 17    | 2     |
| Sol de América Paraguay    | Total club    | Total club    | 56    | 6     | 0                | 0                | 5                     | 0                     | 61    | 6     |
| Lanús Argentina            | 1.ª           | 2022          | 5     | 0     | 0                | 0                | —                     | —                     | 5     | 0     |
| Lanús Argentina            | 1.ª           | 2023          | 0     | 0     | 0                | 0                | —                     | —                     | 0     | 0     |
| Lanús Argentina            | Total club    | Total club    | 5     | 0     | 0                | 0                | 0                     | 0                     | 5     | 0     |
| Total carrera              | Total carrera | Total carrera | 132   | 11    | 0                | 0                | 9                     | 1                     | 141   | 12    |